# Zephyrhills (Florida)
Zephyrhills es una ciudad ubicada en el condado de Pasco en el estado estadounidense de Florida. En el Censo de 2010 tenía una población de 13.288 habitantes y una densidad poblacional de 574,14 personas por km².

## Geografía
Zephyrhills se encuentra ubicada en las coordenadas 28°14′22″N 82°10′46″O / 28.23944, -82.17944. Según la Oficina del Censo de los Estados Unidos, Zephyrhills tiene una superficie total de 23.14 km², de la cual 22.99 km² corresponden a tierra firme y (0.65%) 0.15 km² es agua.

## Demografía
Según el censo de 2010, había 13.288 personas residiendo en Zephyrhills. La densidad de población era de 574,14 hab./km². De los 13.288 habitantes, Zephyrhills estaba compuesto por el 88.72% blancos, el 4.88% eran afroamericanos, el 0.21% eran amerindios, el 1.41% eran asiáticos, el 0.02% eran isleños del Pacífico, el 2.74% eran de otras razas y el 2.02% pertenecían a dos o más razas. Del total de la población el 10.43% eran hispanos o latinos de cualquier raza.